# Courteney Cox
Courteney Bass Cox (født 15. juni 1964) er en amerikansk skuespillerinde og tidligere model, bedst kendt for sin rolle som Monica Geller i TV-serien Venner.

## Biografi

### Opvækst
Courteney Cox blev født den 15. juni 1964 i Birmingham, Alabama ind i en velhavende sydlig familie.  
Hendes far, Richard Lewis Cox, var en entreprenør  og hendes mor, som også hed Courteney, var hjemmegående husmor.
Cox var den yngste i familien med to ældre søstre, ved navn Virginia McFerrin og Dottie Pickett, og en storebror, Richard Jr., og 9 stedsøstre og -brødre. 
Cox blev opdraget i et eksklusivt miljø i Mountain Brook, Alabama. Hun var en fars pige og blev derfor sønderknust, da hendes forældre blev skilt i 1974, og hendes far flyttede til Panama City, Florida, hvor han oprettede et firma, der hed Cox Pools, mens Cox blev hos sin mor og hendes nye mand, en New York-forretningsmand, Hunter Copeland.  
Hun blev en oprørsk teenager, der ikke gjorde tingene nemme for hverken hendes mor eller hendes nye stedfar. I dag er hun dog gode venner med begge to.
Hun gik i skole på Mountain Brook High School, hvor hun var kendt som CeCe og var cheerleader, tennis og svømmer. 
Efter hendes dimission kom Cox på Mount Vernon College for Women hvor hun studerede arkitektur og indendørsarkitektur, hun droppede dog ud efter et år, for at få gang i sin modelkarriere, hvor hun senere blev et stort navn. Mens hun arbejdede som model, tog hun dramatimer, fordi hendes virkelige drøm var at blive skuespiller.

### Karriere
Første gang Cox fik opmærksomhed, var i 1984-musikvideoen til Bruce Springsteens "Dancing in the Dark", hvor hun blive hejst ned på scenen til Springsteen og danser med ham i 26 sekunder. Cox er også kendt for at være den første, der har sagt ordet "period" (menstruation), på amerikansk tv, i 1985-reklamekampagnen for Tampax-tamponer. 
I 1987 var Cox med i filmen Masters of the Universe og i 1988 i Cocoon: The Return. Cox har også medvirket i tv-serien Misfits of Science fra 1985 og senere havde hun en tilbagevendende rolle i Blomsterbørns børn, som Alex P. Keatons (Michael J. Fox) sidste kæreste i 1987-1990.
Cox havde også en rolle som Jewel, en hård assistent til Jim Belushis rolle i fantasy-filmen Mr. Destiny fra 1990. I 1994 var Cox med i Jim Carrey-komedien Ace Ventura: Pet Detective og spillede Jerry Seinfelds kæreste Meryl i tv-serien Seinfeld.
Det var dog først, da Cox fik tilbudt rollen som Monica Geller i Venner, der kørte fra 1994-2004, at der kom gang i hendes karriere. Det var denne rolle, der gjorde Cox kendt, selvom hun egentligt gik til audition til Rachel Green.    
Cox fortæller senere, at hun valgte at spille Monica i stedet for Rachel, fordi hun syntes om Monicas sarkasme. Hun var den af de seks venner, der havde mest succes før serien.
Mens Cox arbejdede på Venner, var hun også med i filmtrilogien Scream. I alle 3 film spiller Cox den rodløse Gale Weathers. Under indspilninger til den første af filmene mødte hun sin kommende mand David Arquette. 
Cox var også med i flere forskellige film, mens hun var i gang med Venner, men ingen roller var større end rollen som Monica. Disse film inkluderer The Runner, 3000 Miles to Graceland og The Shrink Is In. Sidst i 2003, producerede Cox en tv-serie Mix It Up, men den holdt kun 1 sæson.
Efter Cox' Venner-rolle, var hun produceren Marc Cherrys første valg til rollen som Susan Mayer i Desperate Housewives. Men desværre måtte Cox afslå, fordi hun var gravid med sit første barn, så rollen gik til Teri Hatcher. Nogle år senere skrev Cox en kontrakt med ABC Television Studio (tidligere Touchstone Television), om at lave sin egen tv-serie.
Siden Venner har Cox primært koncentreret sig om sin familie, bortset fra hendes medvirken i filmen November fra 2005 og hun var med i filmen Zoom sammen med Tim Allen, der fik en del dårlig omtale. Cox var også med i big-budget-remake af filmen The Longest Yard, som kæreste til Adam Sandler. Cox har senere fortalt, at hendes bryster var blevet digitalt forstørret for at kunne passe til hendes rolle som kone til en quaterback. Hun har lagt stemme til en rolle i den animerede film Barnyard.
I 2008 spiller Cox Lucy Spiller, en redaktør for et formiddagsblad, i tv-dramaet Dirt, der blev sendt på FX Networks. Cox og hendes mand, David Arquette, er executive producer af serien.

### Privat
Nogle af Cox' tidligere betydningsfulde forhold, inkluderer et forhold til Ian Copeland og et længere forhold til skuespilleren Michael Keaton. Cox har også haft noget med sangeren Adam Duritz fra Counting Crows og hun var med i musikvideoen til deres sang "A Long December" i 1997. (Duritz har også haft noget med Cox' Venner-medskuespiller Jennifer Aniston.) 
Cox giftede sig den 12. juni 1999 med skuespilleren David Arquette. Deres bryllup foregik i San Francisco med 200 gæster. 
Den 13. juni 2004, to måneder efter Venner sluttede, fødte hun parrets første barn, datteren Coco Riley Arquette. Pigen skulle egentlig have heddet Courteney Cox Arquette, efter sin mor , men det protesterede Arquettes familie imod. For at opkalde et barn efter en levende slægtning er imod jødiske traditioner (Arquttes mor er jøde). Derfor fik pigen navnet Coco, som var hendes mormors kælenavn, da hendes egen mor var barn. Parret er dog i dag blevet separeret. 
Jennifer Aniston er pigens gudmor.
Selvom Cox længe havde ønsket at blive mor, var alting ikke ren lykke. Cox fik nemlig en efterfødsels-depression. Ikke lige efter fødslen, men da Coco var seks måneder. Det tog hårdt på hende, hun kunne simpelthen ikke sove, fordi hendes hjerte løb løbsk. Hun gik til lægen og fandt ud af, at hun havde hormonproblemer, som hun så fik medicin for. Cox er i dag klar til endnu et barn, og har selv sagt: ”Vi bliver simpelthen nødt til at have en lille Arquette-dreng i familien.”

### Trivia
- Er en stor fan af Foo Fighters.
- Hun kan spille både klaver og trommer.
- Er 1.63 m høj.
- Har både en Jaguar og en sølv "Porsche Carrera".
- Har sin egen læbestift, der hedder "Cece" af Cargo.
- I Venner, spiller hun en rolle, hvis efternavn er Geller og hendes mand har også engang spillet en rolle, hvis efternavn også var Geller, nemlig som Robert Geller i Never Been Kissed.
- I 2004, annoncerede Cox og Arquette at de havde lavet et produktionsfirma, der hedder "Coquette".
- Hendes mand, David Arquette, spillede "Malcolm" i en Venner-episode i 1996. Han spillede en stalker, som ved en fejl forfulgte Phoebe. Dette var første gang Cox og Arquette var set sammen på tv, selvom om de ikke, endnu, var et par.

## Filmografi
- Down Twisted (1987) – Tarah
- Masters of the Universe  (1987) – Julie Winston
- Cocoon: The Return (1988) – Sara
- Mr. Destiny (1990) – Jewel Jagger
- Shaking the Tree (1990) – Kathleen
- Blue Desert (1991) – Lisa Roberts
- The Opposite Sex and How to Live with Them (1992) – Carrie Davenport
- Ace Ventura: Detektiv (1994) – Melissa Robinson
- Scream (1996) – Gale Wheathers
- Commandments (1997) – Rachel Luce
- Scream 2 (1997) – Gale Wheathers
- The Runner (1999) – Karina
- Scream 3 (2000) – Gale Wheathers
- 3000 Miles to Graceland (2001) – Cybil Waingrow
- The Shrink Is In (2001) – Samantha Crumb
- Get Well Soon (2001) – Lily
- Alien Love Triangle (2002) – Alice
- The Longest Yard (2005)
- Zoom (2006) – Marsha Halloway
- The Tripper (2006) – Cynthia
- The Monday Before Thanksgiving (2008) – Cece
- Bedtime Stories (2008) – Wendy
- Scream 4 (2010) – Gale Wheathers

### Tv-serier
- As the World Turns, afsnit 137 (1984) – Bunny
- The Love Boat, afsnit 231 (1886) – Dame
- Misfits of Science, afsnit 1-15 (1985-1986) – Gloria Dinallo
- Murder, She Wrote, afsnit 45-46 (1986) – Carol Bannister
- Family Ties, afsnit 121-122, 124, 126, 128, 132, 135-136, 138, 140, 143, 149, 152, 154-155, 163, 168-169, 171-172, og 76 (1987-1989) – Lauren Miller
- Till We Meet Again, afnsit 1 (1989) – Marie-Frederique 'Freddy' de Lancel
- Morton & Hayes, afsnit 4 (1991) – Prinsesse Lucy
- Dream On, afsnit 38 (1992) – Alisha
- The Trouble with Larry, afsnit 1-3 (1993) – Gabriella Easden
- Seinfeld, afsnit 80 (1994) – Meryl
- Venner (1994-2004) – Monica Geller/Monica Geller-Bing
- Dirt (2007-2008) – Lucy Spiller
- Scrubs, afsnit 151-153 – Dr. Taylor Maddox
- Cougar Town, – Jules Cobb.

### Tegnefilm- og serier
- Happily Ever After: Fairy Tales for Every Child, afsnit 7 (1999) – Gris i smaragdgrøn trøje
- Koslænget (2006) – Koen Daisy

Cougar Town (2010)

## Awards & nomineringer
American Comedy Awards
- 1999: Nomineret:  "Funniest Supporting Female Performer in a TV Series" — Venner

Blockbuster Entertainment Award
- 1998: Nomineret: "Favorite Actress – Horror" — Scream 2
- 2001: Nomineret: "Favorite Actress – Horror" — Scream 3

Golden Apple Award
- 1995: Vandt: "Female Discovery of the Year"

Nickelodeon Kids' Choice Awards
- 1997: Nomineret: "Favorite Television Actress" — Venner
- 2000: Nomineret: "Favorite Television Friends" — Venner – Delt med Jennifer Aniston & Lisa Kudrow

Razzie Awards
- 2002: Nomineret: "Worst Screen Couple" — 3000 Miles to Graceland – Delt med Kurt Russell & Kevin Costner
- 2002: Nomineret: "Worst Supporting Actress" — 3000 Miles to Graceland

Saturn Awards
- 1998: Nomineret: "Best Supporting Actress in a Motion Picture" — Scream 2

Screen Actors Guild Awards
- 1999: Nomineret: "Outstanding Performance by an Ensemble in a Comedy Series" — Venner – Delt med co-stjernerne
- 2000: Nomineret: "Outstanding Performance by an Ensemble in a Comedy Series" — Venner – Delt med co-stjernerne
- 2001: Nomineret: "Outstanding Performance by an Ensemble in a Comedy Series" — Venner – Delt med co-stjernerne
- 2002: Nomineret: "Outstanding Performance by an Ensemble in a Comedy Series" — Venner  -Delt med co-stjernerne
- 2003: Nomineret: "Outstanding Performance by an Ensemble in a Comedy Series" — Venner  -Delt med co-stjernerne
- 2004: Nomineret: "Outstanding Performance by an Ensemble in a Comedy Series" — Venner  -Delt med co-stjernerne

Teen Choice Awards
- 2000: Vandt: "Film – Choice Chemistry" — Scream 3
- 2002: Nomineret: "Choice TV Actress, Comedy" — Venner
- 2003: Nomineret: "Choice TV Actress, Comedy" — Venner
- 2005: Nomineret: "Choice Movie Hissy Fit" — The Longest Yard

TV Guide Awards
- 2000: Vandt: "Editor's Choice" — Venner – Delt med co-stjernerne

TV Land Awards
- 2006: Nomineret: "Most Wonderful Wedding" — Venner – Delt med Matthew Perry
- 2007: Nomineret: "Break Up That Was So Bad It Was Good" — Blomsterbørns børn – Delt med Michael J. Fox

## Eksterne links
- Courteney Cox på Internet Movie Database (engelsk)
- Courteney Cox på Filmdatabasen
- Courteney Cox på Scope
- Courteney Cox på Svensk Filmdatabas (svensk)
- Courteney Cox på AlloCiné (fransk)
- Courteney Cox på AllMovie (engelsk)
- Courteney Cox på Turner Classic Movies (engelsk)
- Courteney Cox på Rotten Tomatoes (engelsk)
- Courteney Cox på The Movie Database (engelsk)
- Courteney Cox på Encyclopædia Britannica Online (engelsk)
- collection of interviews (1995-1999)